# أ. جاي بيكر
أ. جاي بيكر (بالإنجليزية: A. J. Baker)‏ هو فيلسوف أسترالي، ولد في 1923، وتوفي في 3 مارس 2017.